# 潜入!24時間
『潜入!24時間』（せんにゅう にじゅうよじかん）は、1998年4月13日から9月21日までテレビ朝日系列局で放送されていたテレビ朝日制作のドキュメンタリー番組である。全23回。放送時間は毎週月曜19:00 - 19:54 （日本標準時）。

## 概要
毎回ある場所や寿司、水道管などに潜入するドキュメンタリー番組。
初期のみオープニングタイトルがあり、その当時はユニコーンの「東京ブギウギ」をテーマ曲に使用していた。中期以降はオープニングが無くなり、開始後すぐに番組本編に入るようになった。

## 司会
- 辰巳琢郎
- 渡辺満里奈

## ネット局
| 放送対象地域  | 放送局           | 系列           | 備考                 |
| ------------- | ---------------- | -------------- | -------------------- |
| 関東広域圏    | テレビ朝日       | テレビ朝日系列 | 制作局               |
| 北海道        | 北海道テレビ     | テレビ朝日系列 |                      |
| 青森県        | 青森朝日放送     | テレビ朝日系列 |                      |
| 岩手県        | 岩手朝日テレビ   | テレビ朝日系列 |                      |
| 宮城県        | 東日本放送       | テレビ朝日系列 |                      |
| 秋田県        | 秋田朝日放送     | テレビ朝日系列 |                      |
| 山形県        | 山形テレビ       | テレビ朝日系列 |                      |
| 福島県        | 福島放送         | テレビ朝日系列 |                      |
| 新潟県        | 新潟テレビ21     | テレビ朝日系列 |                      |
| 長野県        | 長野朝日放送     | テレビ朝日系列 |                      |
| 静岡県        | 静岡朝日テレビ   | テレビ朝日系列 |                      |
| 石川県        | 北陸朝日放送     | テレビ朝日系列 |                      |
| 中京広域圏    | 名古屋テレビ     | テレビ朝日系列 |                      |
| 近畿広域圏    | 朝日放送         | テレビ朝日系列 | 現在：朝日放送テレビ |
| 広島県        | 広島ホームテレビ | テレビ朝日系列 |                      |
| 山口県        | 山口朝日放送     | テレビ朝日系列 |                      |
| 香川県 岡山県 | 瀬戸内海放送     | テレビ朝日系列 |                      |
| 愛媛県        | 愛媛朝日テレビ   | テレビ朝日系列 |                      |
| 福岡県        | 九州朝日放送     | テレビ朝日系列 |                      |
| 長崎県        | 長崎文化放送     | テレビ朝日系列 |                      |
| 熊本県        | 熊本朝日放送     | テレビ朝日系列 |                      |
| 大分県        | 大分朝日放送     | テレビ朝日系列 |                      |
| 鹿児島県      | 鹿児島放送       | テレビ朝日系列 |                      |
| 沖縄県        | 琉球朝日放送     | テレビ朝日系列 |                      |

## スタッフ
- ナレーター：槇大輔、バッキー木場、平井誠一 ほか【週替わり】
- 企画：福吉健（テレビ朝日）
- 構成：須永修一郎（毎週）
- 撮影：谷下辰郎、西尾明芳【週替わり】ほか
- 音声：岩崎義生、渡辺秀明、八木岡清、中島知文【週替わり】ほか
- 編集：井戸清（本編一本化編集・毎週）
  - ＥＥＤ：角埜吉宏 ほか【週替わり】
- ＭＡ：宇野雅史（本編一本化整音・毎週）
  - ＭＩＸ：大江善保 ほか【週替わり】
- 音効：有馬克己（ジャイロ → スカイウォーカー）、柳澤三重子（サウンドエッグノッグ）ほか【週替わり】
- 企画編成：山本清（テレビ朝日）
- 技術協力：ペック（毎週　後に東通へ吸収され → 現：TACT）、ヴィジュアルベイ（毎週）/ ザ・チューブ、ビームテレビセンター ほか【週替わり】
- 演出補：今泉暢子（MEN'S）、木村憲太郎（MEN'S  ケンタロー表記）
- ディレクター・プロデューサーは、週替わり制作会社スタッフが担当。新村幸三郎（ノスコ）、成田肇・岩城信行（イースト）/ 小出裕子（テレビ朝日） ほか
- 演出：松井英光（テレビ朝日）/ つきざわけんじ（MEN'S）
- 制作協力：MEN'S（毎週）/ AMAZON、イースト、THE WORKS、ノスコ、トップシーン ほか【※MEN'S以外は週替わり】
- 制作著作：テレビ朝日

| テレビ朝日系列 月曜19:00枠                                         | テレビ朝日系列 月曜19:00枠              | テレビ朝日系列 月曜19:00枠                          |
| 前番組                                                             | 番組名                                  | 次番組                                              |
| ------------------------------------------------------------------ | --------------------------------------- | --------------------------------------------------- |
| 鶴瓶・草彅の夢中宣言「がんばります。」 （1998年1月19日 - 3月23日） | 潜入!24時間 （1998年4月13日 - 9月21日） | 禁断!ハダカの王様 （1998年10月12日 - 1999年3月8日） |